# Mickey et le Magicien
Mickey et le Magicien est un spectacle du parc Walt Disney Studios de Disneyland Paris. Elle a ouvert le 2 juillet 2016. Elle est située dans le Studio 3, plus communément appelé Animagique Theatre, un théâtre d'architecture de style renouveau colonial espagnol, tel que les cinémas d'Hollywood dans les années 1930. Le spectacle remplace Animagique, joué dans cette même salle jusqu'au 31 janvier 2016.

## Présentation
Mickey et le magicien est un spectacle de magie présenté au Animagique Theatre du Parc Walt Disney Studios à Disneyland Paris. Il met en scène Mickey accompagné de plusieurs personnages Disney (la marraine la Bonne Fée de Cendrillon, Lumière de La Belle et la Bête, Rafiki du Roi Lion, Le génie d'Aladdin, Olaf et Elsa de La Reine des Neiges). Tout au long du spectacle, un chapeau magique dont on ignore le nom va aider Mickey dans son périple au travers des différentes chansons chantées en live. Durant le spectacle, un magicien conseille Mickey.

## Synopsis
L'histoire se déroule dans un ancien Paris. Mickey est l'apprenti d'un grand Magicien. Son rôle est de nettoyer un atelier magique mais Mickey est partagé entre la tâche qui lui a été confiée et son envie irrésistible de faire de la magie. Il rencontrera durant son périple de nombreux personnages Disney.

## L'attraction
- Ouverture : 2 juillet 2016
- Lieu : Animagique Théâter
- Capacité : 1 044 places
- Durée : 30 min environ
- Type d'attraction : Spectacle de personnages/magie/effets spéciaux/chanteurs live
- Situation : 48° 52′ 05″ N, 2° 46′ 44″ E